# John Hutchinson (guitariste)
Pour les articles homonymes, voir John Hutchinson et Hutchinson.
John Hutchinson dit Hutch est un guitariste de jazz, chanteur et auteur britannique né à Scarborough en 1944 ou 1945 et mort le 24 juillet 2021. Il accompagne le début de carrière de David Bowie au sein de ses premières formations entre 1966 et 1973.

## Biographie
John Hutchinson naît à Scarborough dans le Yorkshire du Nord en 1944 ou 1945.
Au début des années 1960, « Hutch » joue au sein de formations comme The Tennesseans et The Dave Kirby Five et se produit en première partie des concerts de Little Richard, Johnny Kidd ou Gene Vincent. Il part en Suède rejoindre comme chanteur le principal groupe de rock local, The Apache ; ses reprises de Bob Dylan le font surnommer « le Donovan suédois ».

### Guitariste de David Bowie
Après une audition début 1966, David Bowie le retient pour constituer un de ses premiers groupes, The Buzz, ou David Bowie & The Buzz. The Buzz se produit au Marquee à partir de début février, parvient à passer dans l’émission télévisée Ready Steady Go! et sort le 1er avril 1966 le 45t A : Do Anything You Say / B : Good Morning Girl. En juin, Hutch est remplacé par Billy 'Haggis' Gray, et part quelque temps au Canada.
Mi-septembre 1968, David Bowie forme avec sa petite amie Hermione Farthingale et John Hutchinson le trio The Feathers. Dans un style plus folk-rock, le groupe qu'ils qualifient de « multimédia » entremêle musique, vidéo, danse et mime, interprétant des compositions du chanteur ou de Jacques Brel. Après une dernière représentation le 30 janvier 1969, The Feathers disparait quand Hermione quitte David début février. Celui-ci et Hutchinson continuent pendant quelques mois à se produire ensemble sous le nom de duo Bowie & Hutch.
Il est le guitariste qui joue sur la première version démo du premier tube de Bowie, Space Oddity, enregistrée en février 1969 et publiée seulement en 2009. Il y tient la guitare et donne la réplique à Bowie en chantant Ground control to Major Tom.
En 1973, il accompagne Bowie à la guitare à douze cordes pour la tournée Aladdin Sane aux États-Unis, au Royaume-Uni et au Japon, au sein des Spiders from Mars. Il joue notamment lors du dernier concert de Ziggy Stardust, à l'Hammersmith Odeon.

### Carrière ultérieure
Hutchinson se produit pendant quelques années dans des concerts discrets, au sein d'un groupe nommé Hutch and it’s Easy. En 1979 il remporte un petit succès avec le single Ooh Las Vegas de sa formation American Echoes.
Dans les années 1980, il travaille dans l'industrie pétrolière en continuant en parallèle une activité musicale. Son travail l'amène en Azerbaïdjan en 2006 : il y forme un groupe avec des musiciens locaux.
Il publie en 2014 ses Mémoires, intitulés Bowie & Hutch.
John Hutchinson meurt à l'hôpital le 24, juillet 2021 après une longue maladie, à l'âge de 76 ans.

## Œuvres
- (en) John 'Hutch' Hutchinson, Bowie & Hutch, Lulu Press Inc., 2014 (ISBN 9781291904031, lire en ligne)
- Bowie And Hutch – The 1969 Revox Tape  (2016)
- Clareville Grove Demos, Parlophone (2019), dont l'enregistrement original de Space Oddity
- Spying Through a Keyhole, Parlophone (2019)
- The ‘Mercury’ Demos, Parlophone (2019)